# Urmia-tó
Az Urmia-tó (perzsa írással چیچست) egy sós vízű tó Irán északnyugati részén, Kelet- és Nyugat-Azerbajdzsánban.

## Leírása

Az Urmia tó vízszintjének változása

A Kelet- és Nyugat Azerbajdzsán tartományok területén fekvő Urmia-tó Irán és egyben a Közel-Kelet legnagyobb, és a világ második legnagyobb sós tava. Az 1300 méter tengerszint feletti magasságban fekvő tó mélykék vizének felülete 5775 négyzetkilométer. Hosszúsága 142 km, szélessége 54 km, mélysége átlag 6-15 méter. A tónak 102 szigete van. A tó körül fekvő nagyobb települések: keleti partján Tebriz, míg a nyugati oldalon Urmia. Sótartalma 25%-os, ezért a tóban a halak nem élnek meg.
A tóba több kisebb-nagyobb folyó ömlik, melyek vízhozama egyre apad, ezért a tó mérete egyre kisebb.

## Története
A tavat már Sztrabón, korának görög neveltetésű földrajztudósa is említette (i. e. 63 – i. sz. 14): „Van egy Spauta (Kapauta) nevű tava, melyen a kivirágzó só megsűrűsödik, ez viszketést és fájdalmat okoz. A fájdalomnak olaj a gyógyszere, a megszáradt ruhának pedig az édesvíz, ha valaki tudatlanságból mosás végett a tóba belemártotta” – írta.
A tavat valamikor Chaychast (perzsa nyelven چیچست) néven nevezték. Később az asszírok nevezték el Urmiának, a partján fekvő Urmia nevű városról.
A 20. század elején Reza Pahlavi iráni sah után a tavat és a partján fekvő várost is Rezaijeh-nek nevezték. 1979-ben az iszlám forradalom idején változott vissza a neve Urmia-tóra, és a város neve is ekkor lett Urmia.

## Fordítás
- Ez a szócikk részben vagy egészben  a   Lake Urmia című angol Wikipédia-szócikk ezen változatának fordításán alapul.  Az eredeti cikk szerkesztőit annak laptörténete sorolja fel. Ez a jelzés csupán a megfogalmazás eredetét és a szerzői jogokat jelzi, nem szolgál a cikkben szereplő információk forrásmegjelöléseként.